# Municipio de Morris (condado de Tioga)
El municipio de Morris (en inglés: Morris Township) es un municipio ubicado en el condado de Tioga en el estado estadounidense de Pensilvania. En el año 2000 tenía una población de 646 habitantes y una densidad poblacional de 2 personas por km².

## Geografía
El municipio de Morris se encuentra ubicado en las coordenadas 41°35′00″N 77°13′59″O / 41.58333, -77.23306.

## Demografía
Según la Oficina del Censo en 2000 los ingresos medios por hogar en la localidad eran de $27,885 y los ingresos medios por familia eran $31,786. Los hombres tenían unos ingresos medios de $21,625 frente a los $21,429 para las mujeres. La renta per cápita para la localidad era de $13,519. Alrededor del 13,7% de la población estaban por debajo del umbral de pobreza.